# Список пресмыкающихся Венгрии

Венгрия на карте Европы

В этом списке приведены все виды пресмыкающихся, зарегистрированные на территории Венгрии, а также потенциально новый вид.
На территории Венгрии зарегистрировано 17 видов пресмыкающихся, которые относятся к 12 родам, 7 семействам и двум отрядам рептилий. Из этих видов 16 являются автохтонными, а один — красноухая черепаха — интродуцированными. Также имеются сведения о интродукции средиземноморского тонкопалого геккона. Кроме того, ряд учёных с 2010 года выделяют Anguis fragilis colchicus (подвид ломкой веретеницы), встречающуюся на территории Венгрии, в отдельный вид под названием Anguis colchica.
Пресмыкающиеся встречаются на всей территории Венгрии, однако их распространение и плотность популяций неоднородны. Например, средиземноморского геккона можно встретить только вблизи Будапешта, а ужа обыкновенного — на всей территории страны. Популяции пресмыкающихся испытывают значительное антропогенное влияние, особенно мощным отрицательным фактором для них является развитие сельского хозяйства. Практически для всех видов рептилий зафиксирована фрагментация ареалов обитания и уменьшения их площади. Особенно уязвимыми являются гадюки. Так, единственный подвид гадюки степной, который встречается в Венгрии — Vipera ursinii rakosiensis (эндемик Венгрии и Румынии) — близок к полному исчезновению, и в стране работает программа по его спасению.

## Список

### Легенда
Теги используются для обозначения охранного статуса каждого вида по оценкам Международного союза охраны природы:
| \| EX \| Extinction \| исчезнувшие \| \| EN \| Endangered \| исчезающие \| \| VU \| Vulnerable \| уязвимые \| \| NT \| Near Threatened \| находящиеся в состоянии, близком к угрожаемому \| \| LC \| Least Concern \| вызывающие наименьшие опасения \| \| NE \| Not Evaluated \| не оценённые \| |                 | Отряд Семейство / Подсемейство                 |
| EX | Extinction      | исчезнувшие                                    |
| EN | Endangered      | исчезающие                                     |
| VU | Vulnerable      | уязвимые                                       |
| NT | Near Threatened | находящиеся в состоянии, близком к угрожаемому |
| LC | Least Concern   | вызывающие наименьшие опасения                 |
| NE | Not Evaluated   | не оценённые                                   |

| Иллюстрация                          | Название                            | Биномиальное название         | Автор таксона                        | Статус МСОП                   | Примечания | С.                            |
| Подтверждённые пресмыкающиеся        | Подтверждённые пресмыкающиеся       | Подтверждённые пресмыкающиеся | Подтверждённые пресмыкающиеся        | Подтверждённые пресмыкающиеся | Подтверждённые пресмыкающиеся | Подтверждённые пресмыкающиеся |
| ------------------------------------ | ----------------------------------- | ----------------------------- | ------------------------------------ | ----------------------------- | --- | ----------------------------- |
| Черепахи                             |                                     |                               |                                      |                               | |                               |
| Американские пресноводные черепахи   |                                     |                               |                                      |                               | |                               |
|                                      | Европейская болотная черепаха       | Emys orbicularis              | Linnaeus, 1758                       | NT                            | На территории всей страны: в озёрах, на болотах и в остальных водоемах со слабым течением. | [ 7 ] [ 8 ] [ 9 ]             |
|                                      | Красноухая черепаха                 | Trachemys scripta             | Schoepff, 1792                       | LC                            | Преимущественно в болотистых местностях вдоль Дуная. | [ 1 ] [ 10 ] [ 11 ]           |
| Чешуйчатые                           |                                     |                               |                                      |                               | |                               |
| Веретеницевые                        |                                     |                               |                                      |                               | |                               |
|                                      | Колхидская веретеница               | Anguis colchica               | Nordmann, 1840                       | —                             | В отличие от ломкой веретеницы, этот вид более распространён на востоке страны. Границей между двумя видами является река Дунай, при этом её долина выступает участком гибридизации двух видов.                   | [ 3 ] [ 12 ] [ 13 ]           |
|                                      | Ломкая веретеница                   | Anguis fragilis               | Linnaues, 1758                       | LC                            | Встречается практически во всех типах биотопов, от лесов до лугов, и на разных высотах, от гор и возвышенностей до равнин. По сравнению с Anguis colchica, встречается чаще на западе страны.                     | [ 14 ] [ 15 ] [ 16 ]          |
| Гадюковые                            |                                     |                               |                                      |                               | |                               |
|                                      | Обыкновенная гадюка                 | Vipera berus                  | Linnaues, 1758                       | LC                            | Неравномерно на всей территории страны: на лугах, опушках, пустырях, а также у водоёмов. | [ 17 ] [ 18 ] [ 19 ]          |
|                                      | Степная гадюка                      | Vipera ursinii                | Bonaparte, 1835                      | VU                            | Разбросанные изолированные и небольшие популяции вдоль Дуная и Тисы. Предпочитает открытые (луга) и влажные места, хотя может встречаться в засушливых песчаных или каменистых биотопах                           | [ 20 ] [ 21 ] [ 22 ]          |
| Настоящие ящерицы                    |                                     |                               |                                      |                               | |                               |
|                                      | Живородящая ящерица                 | Zootoca vivipara              | Lichstein, 1823                      | LC                            | На территории всей страны: на опушках, в лесах, на лугах. | [ 23 ] [ 24 ] [ 25 ]          |
|                                      | Зелёная ящерица                     | Lacerta viridis               | Laurenti, 1768                       | LC                            | Встречается на всей территории страны, практически во всех видах биотопов, но предпочитает засушливые места. | [ 26 ] [ 27 ]                 |
|                                      | Крымская ящерица                    | Podarcis tauricus             | Pallas, 1814                         | LC                            | Преимущественно на песчаных и в засушливых территориях Альфёльда. Отдельные небольшие популяции встречаются и в других частях страны.                                                                             | [ 28 ] [ 29 ] [ 30 ]          |
|                                      | Обыкновенная стенная ящерица        | Podarcis muralis              | Laurenti, 1768                       | LC                            | Предпочитает горные каменистые и скалистые участки. Её также можно встретить в заброшенных каменных домах и других каменных сооружениях.                                                                          | [ 31 ] [ 32 ] [ 33 ]          |
|                                      | Прыткая ящерица                     | Lacerta agilis                | Linnaues, 1758                       | LC                            | На всей территории страны в различных биотопах: лугах, пастбищах, лесах; также у домов в сельскохозяйственных угодьях.                                                                                            | [ 34 ] [ 35 ] [ 36 ]          |
| Сцинковые                            |                                     |                               |                                      |                               | |                               |
|                                      | Европейский гологлаз                | Ablepharus kitaibelii         | Bibron & Bory de Saint-Vincent, 1833 | LC                            | Разбросанные популяции в горных районах и на холмах около Гёдёллё, Матры, Бёржёни. | [ 37 ] [ 38 ] [ 39 ]          |
| Ужеобразные                          |                                     |                               |                                      |                               | |                               |
|                                      | Каспийский полоз                    | Dolichophis caspius           | Gmelin, 1789                         | LC                            | Встречается на доломитовых и известняковых склонах на юге страны. Небольшая популяция вблизи Будапешта в центре Венгрии, вдоль Дуная.                                                                             | [ 40 ] [ 41 ] [ 42 ]          |
|                                      | Обыкновенная медянка                | Coronella austriaca           | Laurenti, 1768                       | LC                            | На территории всей страны, как во влажных, так и в засушливых биотопах (пустоши, каменистые и скалистые места) | [ 43 ] [ 44 ] [ 45 ]          |
|                                      | Эскулапов полоз                     | Zamenis longissimus           | Laurenti, 1768                       | LC                            | Обитает в горных регионах страны. Практически не встречается на равнинных территориях. | [ 46 ] [ 47 ] [ 48 ]          |
| Ужовые                               |                                     |                               |                                      |                               | |                               |
|                                      | Водяной уж                          | Natrix tessellata             | Laurenti, 1768                       | LC                            | На территории всей страны вблизи и в озёрах и других водоёмах. | [ 49 ] [ 50 ] [ 51 ]          |
|                                      | Обыкновенный уж                     | Natrix natrix                 | Linnaues, 1758                       | LC                            | По всей стране вблизи водоёмов. | [ 4 ] [ 52 ] [ 53 ]           |
| Виды, нахождение которых сомнительно |                                     |                               |                                      |                               | |                               |
| Гадюковые                            |                                     |                               |                                      |                               | |                               |
|                                      | Носатая гадюка                      | Vipera ammodytes              | Linnaues, 1758                       | LC                            | Отдельные случаи регистрации датируются временем, когда часть румынских земель (в Румынии эта змея обитает) была в составе Венгрии, поэтому сведения могут быть недостоверными по отношению к современной Венгрии | [ 54 ] [ 55 ]                 |
| Потенциально новые                   |                                     |                               |                                      |                               | |                               |
| Гекконы                              |                                     |                               |                                      |                               | |                               |
|                                      | Средиземноморский тонкопалый геккон | Mediodactylus kotschyi        | Steindachner, 1870                   | LC                            | Встречается около Будапешта и озера Балатон. | [ 2 ] [ 56 ]                  |